# Carlo Pellegrini (Maler, 1866)
Carlo Pellegrini (* 25. Oktober 1866 in Albese; † 5. September 1937 ebenda) war ein italienischer Maler, Zeichner und Illustrator, der weitgehend in der Schweiz tätig war.

## Leben
Carlo Pellegrini absolvierte ein Kunststudium an der Accademia di Belle Arti di Brera in Mailand und wurde 1897 anlässlich seiner Teilnahme an der dritten Biennale di Brera wegen seines Gemäldes Livigno zu deren Ehrenmitglied ernannt. 1900 kam er in die Schweiz (Genf, Adelboden).
Pellegrini reiste in ganz Europa. Auf Einladung von Baron Coubertin entwarf er für den Concours der Olympischen Sommerspiele 1912 ein Motiv zum Thema «Wintersport», für das er die Goldmedaille erhielt. Seine Einzelausstellungen und Teilnahmen an Gruppenausstellungen waren zahlreich. Er nahm u. a. an den Biennalen von Brera sowie an Ausstellungen in Dresden, Rom und Turin teil.

## Werk
Pellegrini entwarf zahlreiche Postkarten sowie Plakate zu den Themen Sport und Winterlandschaften. Ferner hinterliess er Landschaftsbilder, insbesondere Engadiner Winterlandschaften, sowie Porträts. Er arbeitete vor allem mit Öl und Tempera. Besonders bekannt sind seine Gemälde Al ponte inverso in Valganna, Gli sciatori, Ruscello di montagna und Livigno.